# نبرد نفرین‌‌شدگان
نبرد نفرین‌شدگان (به انگلیسی: Battle of the Damned) یک فیلم علمی تخیلی، اکشن و ترسناک آمریکایی محصول سال ۲۰۱۳ به نویسندگی، تهیه‌کنندگی و کارگردانی کریستوفر هاتون با بازی دولف لاندگرن، ملانی زانتی، مت دوران و دیوید فیلد است. پس از یک شیوع ویروسی مرگبار، سرباز ویژه مکس گاتلینگ (لاندگرن) و تعدادی از بازماندگان و تیمی از روبات‌ها را در مبارزه با ارتش مردگان رهبری می‌کند.
لاندگرن در مورد این فیلم گفت: "این بار من با زامبی‌های انسانی آلوده به ویروس، به قول ما "خورندگان" روبرو هستم. مکس به شهری آلوده و متروک فرستاده می‌شود تا دختر یک صنعتگر ثروتمند را پیدا کند.

## انتشار
این فیلم در ۲۶ دسامبر ۲۰۱۳ در بریتانیا و ۱۸ فوریه ۲۰۱۴ در ایالات متحده منتشر شد.